# Bárdos-Féltoronyi Miklós
Bárdos-Féltoronyi Miklós (Budapest, 1935 –) magyar közgazdász, geopolitikai gondolkodó, közíró.

## Életpályája
Bárdos-Féltoronyi Zoltán és Rajner Margit fiaként született. A sztálinizmus
idején kitelepítették, de származása miatt már 1949-ben kitiltották Magyarország összes középiskolájából, és ebből kifolyólag nem érettségizhetett le. 1951-től 1956-ig mezőgazdasági és ipari munkásként dolgozott. 1957
januárjában Belgiumba került, ahol elkezdte egyetemi tanulmányait.
Munkanyelvei: magyar, francia, német, angol, olasz és németalföldi.
1966-ba a közgazdasági tudományok doktorává avatták a belgiumi louvaini katolikus egyetemen (UCL, Université catholique de Louvain-la-Neuve). 1960-tól kezdve előadásokat tartott a belga Keresztény Munkás Mozgalom keretében.
1966-ban a franciaországi lille-i katolikus egyetem, majd 1970-ben az UCL tanárává nevezték ki. 2000-ben nyugdíjba vonult. Ezt követően meghívott tanárként működött a pécsi, miskolci és Corvinus egyetemen. 2006 óta tanít a Wesley János Lelkészképző Főiskolán.
1963 és 1995 között kereskedelmi banki főtisztviselőként dolgozott. 1977-től 1979-ig miniszteri kabinetfőnök-helyettes volt. 1980 és 1986 között a brüsszeli Keresztény Munkás Mozgalom elnöki és a belga Tudománypolitika Nemzeti Bizottságának egyik alelnöki posztját töltötte be. 
A 2000-es évek első felében az Európai Parlament zöldpárti képviselőinek EU-bővítési tanácsadója volt.

## Családja
Felesége Schüller Adrienne pszichológus. Négy lányuk van: Kinga, Hanna, Andrea és Laora.

## Munkássága
Közgazdászként a nemzetközi gazdasági kapcsolatok geoökonómiájával, pénz- és költségvetéstannal, az állami és magángazdaságok elméletével, geopolitikai
gondolkodóként a geopolitikai elméletekkel, a vallások és egyházak helyzetével, Közép- és Kelet Európa, valamint Eurázsia helyzetével és fejlődésével
foglalkozik. Tudományelméleti munkássága is jelentős.
Mintegy negyvenöt könyv és kiadvány szerzője, illetve társszerzője. több
mint kétszáz cikke jelent meg.
Irodalomjegyzet a honlapon

## Főbb művei
- L’économie internationale, nationale et régionale (CIACO, Louvain-la-Neuve, 1987)
- L’état, la monnaie et les prix (UCL/FOPES, Louvain-la-Neuve, 1987, 1993)
- International economic and financial environment (CIACO, Louvain-la-Neuve, 1989, 2000)
- Géoéconomie: Etat-espace-capital (De Boeck/Université, Brüsszel, 1991)
- Eglises et Etats au centre de l’Europe. Réflexions géopolitiques (L’Harmattan, Párizs, 2000), magyarul: Egyházak és államok Köztes-Európában. Geopolitikai töprengések (Balassi–Polis, Budapest–Kolozsvár, 2001)
- Un diagnostic géopolitique des pays de l’Europe du centre (Editions de l’Université de Bruxelles, Brüsszel, 2001)
- L’économie sociale et solidaire – théories et pratiques (Couleur Livres–Chronique sociale, Brüsszel–Lyon, 2004)
- Tudományelméleti kalandozások. Ember- és társadalomképek politikai- és gazdaságtanokban (L’Harmattan, Budapest, 2005)
- Guerres et Paix justes – un regard géopolitique sur la question (Pax Christi Wallonie–Bruxelles, Bruxelles, 2006)
- Bevezetés a geopolitikába (L’Harmattan, Budapest, 2006)
- EXERCICES GEOPOLITIQUES POUR L’UNION EUROPEENNE Les puissances et leurs différends (L’Harmattan, Budapest, 2010)
- Après l’OTAN, la neutralité, une option stratégique (co-auteur), Pax Christi Wallonie-Bruxelles – Couleur livres, Bruxelles, 2011
- Vigyázat, jönnek a törökök! Meddig terjednek s egyáltalán vannak-e az Európai Uniónak határai?, L’Harmattan, Budapest, 2012
- L’Europe et la paix. Les questions d’un géopolitologue, Couleur livres, Bruxelles, 2013
- Où vont le conservatisme et le centrisme ?, Academia-L’Harmattan, Louvain-la-Neuve, 2014
- Comprendre la géopolitique. L’Union européenne et le monde, Couleur livres, Bruxelles, 2015
- A nagyhatalmak harca Eurázsiában. Geopolitikai esettanulmányok; L'Harmattan, Bp., 2015

## További információ
- Bárdos-Féltoronyi Miklós: Bevezetés a geopolitikába kötetét értékeli Busa Csilla (Könyvjelző, 2007/4.)
- "Ma harcot kell vívni – politizálni kell!". Köszöntő könyv Bárdos-Féltoronyi Miklós 75. születésnapjára; szerk. Majsai Tamás; WJLF, Bp., 2010 (Wesley jubileumi kötetek)